# أشبال الأدغال
أشبال الأدغال (بالإنجليزية: Jungle Cubs)‏ هي سلسلة رسوم متحركة أمريكية أنتجتها ديزني لشبكة ABC في عام 1996 وتستند إلى فيلم كتاب الأدغال الصادر عام 1967، ولكن في مجموعة من الشخصيات الحيوانية.

## روابط خارجية
- أشبال الأدغال على موقع IMDb (الإنجليزية)
- أشبال الأدغال على موقع روتن توميتوز (الإنجليزية)
- أشبال الأدغال على موقع ليتربوكسد (الإنجليزية)
- أشبال الأدغال على موقع كينوبويسك (الروسية)
- أشبال الأدغال على موقع ألو سيني (الفرنسية)
- أشبال الأدغال على موقع قاعدة بيانات الفيلم (الإنجليزية)